# Гарманда
Гарманда́ — село в Северо-Эвенском районе Магаданской области. До 2015 года образовывало сельское поселение село Гарманда. Расположено в 45 км к северу от Эвенска на реке Большая Гарманда.

## Население
| 2002 | 2010 | 2012 | 2013 | 2014 | 2015 | 2019 |
| ---- | ---- | ---- | ---- | ---- | ---- | ---- |
| 263  | ↘172 | ↘169 | ↘165 | ↘160 | ↘153 | ↘59  |
| 2020 | 2021 |      |      |      |      |      |
| ↗124 | ↘56  |      |      |      |      |      |

## Инфраструктура
Сельская администрация, Дом Культуры, детский сад, начальная школа, магазин.

## Улицы
- Пионерская
- Советская
- Набережная